# Andrzej Kubiak (pułkownik)
Andrzej Kubiak (ur. 10 września 1951 w Grudziądzu) – pułkownik dyplomowany Wojska Polskiego.

## Wykształcenie
- Technikum Chemiczne i Elektryczne o profilu radiowym w Grudziądzu (1970)
- Wyższa Szkoła Oficerska Wojsk Obrony Przeciwlotniczej w Koszalinie (1974)
- Wyższy Kurs Doskonalenia Oficerów (1984)
- Akademia Sztabu Generalnego (1988)
- Akademia Obrony Narodowej (1990).
- Studia podyplomowe z zakresu ochrony środowiska w Akademii Rolniczo-Technicznej w Bydgoszczy (1998) oraz z zakresu ochrony ludności i zarządzania kryzysowego w Akademii Bydgoskiej (2003)

## Kariera zawodowa
- 1974–2000 – 4 Brygada Artylerii OPK
  - dowódca plutonu startowego
  - starszy pomocnik oficera operacyjnego dywizjonu ds. szkoleniowych
  - pomocnik szefa sztabu brygady ds. operacyjnych
  - dowódca dywizjonu dowodzenia
  - zastępca szefa sztabu brygady
  - zastępca dowódcy brygady
- listopad 2000 – 2 Korpus Obrony Powietrznej w Bydgoszczy
  - szef oddziału szkolenia
  - 2004 – szef oddziału planowania operacyjnego
- 5 grudnia 2007 – 5 stycznia 2009[1] – dowódca 61 Skwierzyńskiej Brygady Rakietowej Obrony Powietrznej.
- 6 stycznia 2009 – w dyspozycji dowódcy Sił Powietrznych
- 31 stycznia 2010 – przeniesiony do rezerwy[2]

## Awanse
- podporucznik – 1974
- porucznik –
- kapitan –
- major –
- podpułkownik –
- pułkownik –

Wielokrotnie wyróżniany i odznaczany, m.in. Złotym Krzyżem Zasługi i Krzyżem Kawalerskim Orderu Odrodzenia Polski w roku 2004.